# Balonggabus
Balonggabus is een bestuurslaag in het regentschap Sidoarjo van de provincie Oost-Java, Indonesië. Balonggabus telt 4995 inwoners (volkstelling 2010).